# IGL@
IGL@ ou locus lambda da imunoglobulina (também conhecido como IGL e IGLC6), é uma região do cromossoma 22 que contém genes para as cadeias leves lambda dos anticorpos (imunoglobulinas).

## Genes
O locus lambda da imunoglobulina contém os seguintes genes:
- IGLC@ – grupo constante
  - IGLC1 – imunoglobulina lambda constante 1 (marcador Mcg)
  - IGLC2 – imunoglobulina lambda constante 2 (marcador Kern-Oz-)
  - IGLC3 – imunoglobulina lambda constante 3 (marcador Kern-Oz+)
  - IGLC7 – imunoglobulina lambda constante 7
- IGLJ@ – grupo de união
  - IGLJn – imunoglobulina lambda união n
  - IGLJ1, IGLJ2, IGLJ3, IGLJ6, IGLJ7
- IGLV@ – grupo variável
  - IGLVm-n – imunoglobulina lambda variável n-m
  - IGLV1-36, IGLV1-40, IGLV1-44, IGLV1-47, IGLV1-51, IGLV1-62
  - IGLV2-5, IGLV2-8, IGLV2-11, IGLV2-14, IGLV2-18, IGLV2-23
  - IGLV3-1, IGLV3-10, IGLV3-12, IGLV3-16, IGLV3-19, IGLV3-21, IGLV3-25, IGLV3-27
  - IGLV4-3, IGLV4-60, IGLV4-69
  - IGLV5-37, IGLV5-39, IGLV5-45, IGLV5-52
  - IGLV6-57
  - IGLV7-43
  - IGLV9-49
  - IGLV10-54